# TZ-4K-14

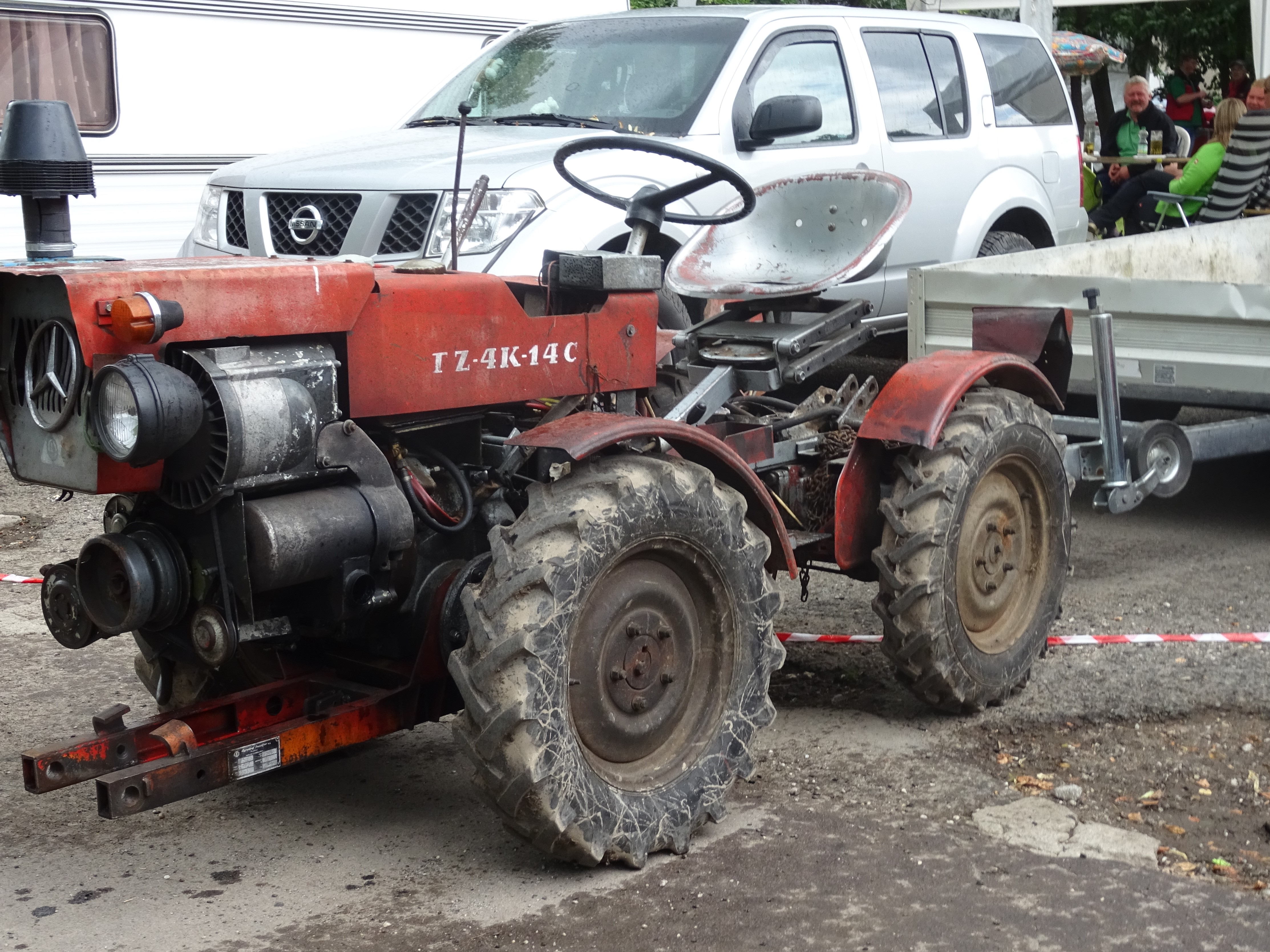
TZ-4K-14C

TZ-4K-14 je československý kloubový malotraktor z 70., 80. a 90. let 20. století osazený dvoudobým jednoválcovým dieselovým motorem Slávia 1D-90-TA o výkonu 9,6kW/13HP. Vyráběl se jako evoluční pokračovatel předchozích TZ-4K-10 a TZ-4K-12. Díky kloubové konstrukci s rozsahem zatočení ±45° a poloměru otáčení pouhých 1,9m dosahoval velmi dobré manévrovatelnosti, a proto byl často používán v provozech, kde byla větší mechanizace obtížně použitelná (sklady, sady, menší zemědělské usedlosti, komunální služby). Byl vyráběný koncernovým podnikem Agrozet Prostějov. Poté se vyráběla malá modernizace MT8 132.2 (motor Slávia 2S 90A s výkonem 16kW/22HP) a později MT8 132.30 (motor Lombardini/Kohler 9LD625-2 s výkonem 22kW/30HP) a MT8 132.32 (motor Lombardini/Kohler 12LD475-2 s výkonem 15,8kW/21.2HP).
V Prostějově byly malotraktory vyráběné od roku 1955, nástupce těchto malotraktorů (do 60HP) vyrábí prostějovská firma Šálek s.r.o.

## Verze
- TZ-4K-14
- TZ-4K-14-B
- TZ-4K-14-D
- TZ-4K-14-F
- TZ-4K-14-K